# Nanhai I

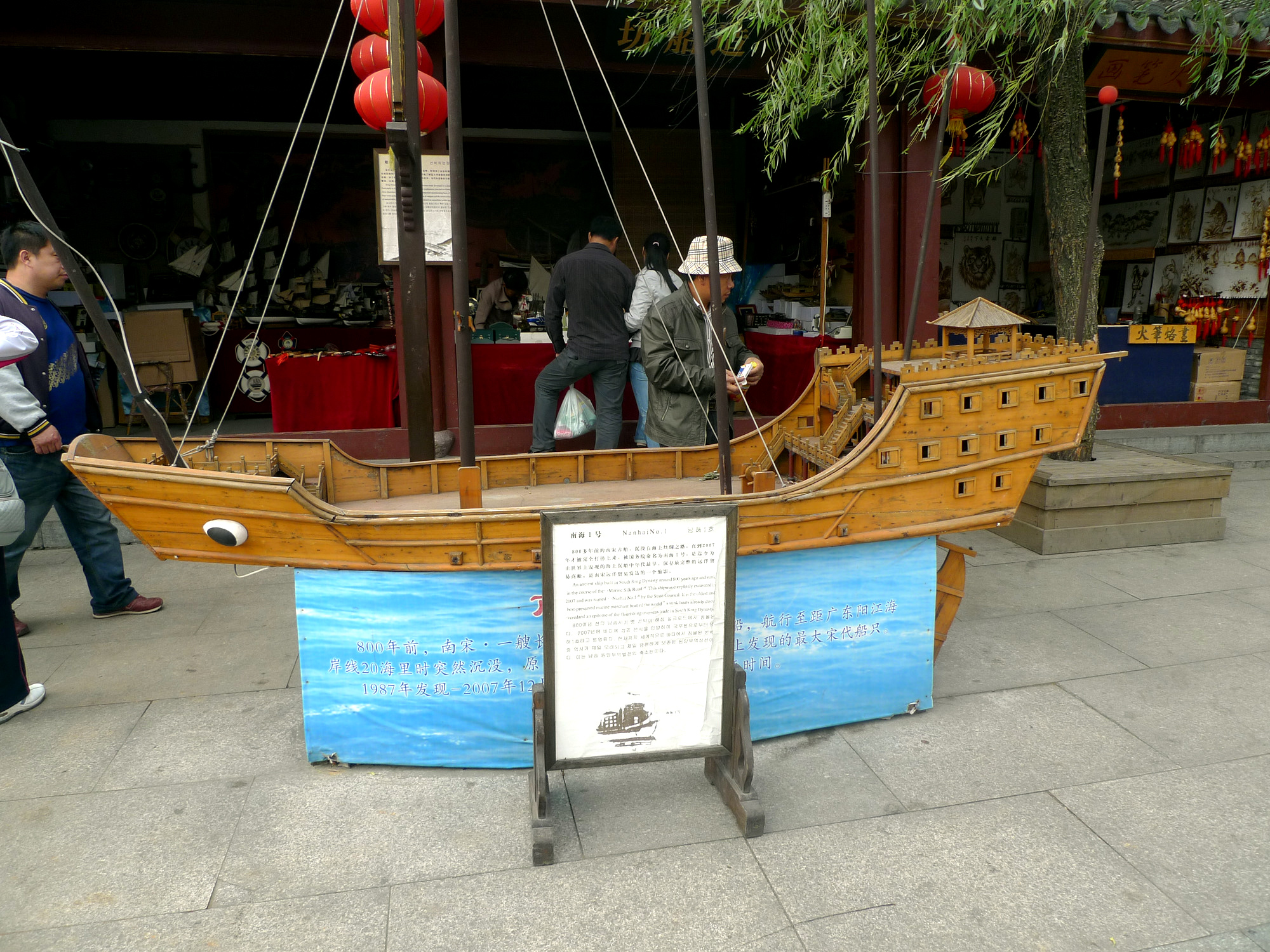
Modelo de la Nanhai I
Song City, Hangzhou

Nanhai I fue el mayor navío de la dinastía Song (960 - 1279) que navegó entre China y Medio Oriente, en lo que sería la Ruta Marina de la Seda.
La nave que zarpó desde Cantón hacia Oriente Medio, se hundió a su regreso a consecuencia de una tormenta, a 37 kilómetros al oeste de la isla de Hailing, en el mar de la China Meridional. El navío tiene 30,4 metros de eslora y 9,8 de manga.

## Descubrimiento y rescate
En 1987 se descubre el barco en el fondo del mar, bajo dos metros de lodo, que permitió la conservación de su madera y el cargamento de oro, plata y porcelana. Este descubrimiento fue de alto valor histórico. Tras su descubrimiento fue bautizado como “Nanhai I″ que significa "mar de la China Meridional", en mandarín.
En diciembre del 2007, se logró levantar del lecho marino para trasladarlo a un gran tanque transparente de 64 metros de largo, 40 de alto y 23 de ancho, donde tendrá las mismas condiciones en las que ha permanecido los últimos 800 años. El tanque transparente permitirá a los visitantes del Museo de la Ruta de la Seda Marítima contemplar la embarcación desde fines del 2008 en la isla de Hailing.
Se estima que en su interior hay unas 80.000 piezas de la dinastía Song de incalculable valor: platos de porcelana celadón, porcelanas azules, oro, plata, recipientes de estaño y porcelana especialmente fabricada para Oriente Medio en las provincias de Fujian, Jiangsu y Zhejiang (sureste).
- Datos: Q1812739
- Multimedia: The South China Sea No.1 / Q1812739